# Павло Бродовський
Павло Бродовський (пол. Paweł Brodowski; 22 вересня 1947, Вроцлав) — польський музикант, грає на контрабасі та бас-гітарі, музичний журналіст, з 1980 року головний редактор журналу «Jazz Forum», де пробув на цій посаді понад 40 років, спеціалізується на англістиці.

## Біографія
Син Леона Бродовського (1918–2013) і Данути (уроджена Григель) (1921–2015). 1954 року оселився у Варшаві. Випускник столичної 6-ї ЗОШ ім. Тадеуша Рейтана (пол. VI Liceum Ogólnokształcące im. Tadeusza Reytana w Warszawie) (1964) та Інституту прикладної лінгвістики Варшавського університету (пол. Instytut Lingwistyki Stosowanej Uniwersytetu Warszawskiego). Він спеціалізувався в англійській мові, спочатку бувши студентом коледжу іноземних мов Варшавського університету (існував у 1963–1971 рр. як попередник Інституту прикладної лінгвістики Варшавського університету, заснованого 1972 р.). 
У 1963–1966 рр. грав на контрабасі, потім на бас-гітарі у гурті «Chochoły». 1966 року був бас-гітаристом у гурті «Czterech», а 1967 року бас-гітаристом у першому складі гурту «Akwarele» під керівництвом Чеслава Немена. З Чеславом Неменом, 1967 року, він записав альбом «Dziwny jest ten świat», який було нагороджено Золотим диском. Також він співпрацював із гуртом «Pesymiści».
1972 року почав працювати в редакції «Jazz Forum», а 1980 року став його головним редактором. 2022 року відзначив п'ятдесятиріччя роботи в редакції «Jazz Forum». Редактор серії Польського Джазу та понад 20 років художній керівник Міжнародного фестивалю джазових піаністів у Калішу. Один із журі фестивалю традиційного джазу «Złota Tarka», фестивалю «Jazz nad Odrą» і Міжнародного джазового конкурсу скрипалів ім. Збігнєва Зайферта. Вів джазові програми на Польському Радіо, джазові передачі «Trzy kwadranse jazzu» (Третій канал Польського радіо) і «Puls jazzu» (Другий канал Польського радіо).
Приблизно 1970 року він одружився з Йолантою Магдаленою Ленарт, від якої мав дочку Мартину (нар. 1973).

## Фільмографія
- 1980: Papaya – czyli skąd się biorą dziewczynki (коментар, режисерська співпраця)[13]
- 1986: Od raga do rocka z Joe Berendtem (співпраця)[13]

## Нагороди
- Коричнева Медаль «За заслуги в культурі Gloria Artis» (2005)[14].
- Почесний знак міста Каліш (2023)[15][16]
- Міжнародний почесний громадянин Нового Орлеану[1]